# Novoveský potok (přítok Rotavy)
Novoveský potok je pravostranným přítokem Rotavy v Krušných horách v okrese Sokolov v Karlovarském kraji. Délka toku měří 6,9 km. Plocha jeho povodí měří 8,4 km².

## Průběh toku
Potok pramení v Krušných horách na území přírodního parku Přebuz. Jeho pramen se nachází v nadmořské výšce okolo 855 metrů v podmáčeném údolí pod Komářím vrchem (951 m), přibližně jeden kilometr severozápadně od vrcholu kopce. Od pramene teče jižním směrem, protéká zaniklou osadou Nová Ves u Kraslic, ze které zde zůstalo jen pár chalup. Nad jeho levým břehem se zvedají žulové skalní útvary, z nichž nejznámější je skalní věž Hraběcí skála. Potok pokračuje hlubokým údolím jižním směrem, nad jeho pravým břehem se zvedají strmé svahy Sklenského vrchu (816 m). U severního okraje města Rotava opouští potok území přírodního parku a směřuje jihovýchodním směrem k soutoku s Rotavou. Nad levým břehem potoka se zvedá výrazný čedičový kopec na jehož vrcholu se nalézá přírodní památka Rotava, typická ukázka sloupcovitého rozpadu čediče, známá spíše pod názvem Rotavské varhany. Podél silnice spojující Dolní Rotavu s Horní Rotavou dospěje potok k řece Rotavě, do níž se vlévá na jejím 3 říčním kilometru.